# Lygodactylus intermedius
Lygodactylus intermedius — вид геконоподібних ящірок родини геконових (Gekkonidae). Ендемік Мадагаскару.

## Поширення і екологія
Lygodactylus intermedius є ендеміками гірського масиву Андрінгітра, розташованого в Центральному нагір'ї острова Мадагаскар. Вони живуть серед скель і кам'янистих пустищів вище лінії дерев. Зустрічаються на висоті від 2000 до 2600 м над рівнем моря.

## Збереження
МСОП класифікує цей вид як такий, що перебуває під загрозою зникнення. Lygodactylus intermedius може загрожувати знищення природного середовища. 